# Erich Uhlmann
Erich Uhlmann, född 7 mars 1904 i Augsburg, död 1 oktober 1988 i Ludvika, var en tysk-svensk elektroingenjör. 
Uhlmann, som var son till juris doktor Alfred Uhlmann och Hedvig Uhlmann, avlade studentexamen 1923, blev diplomingenjör i München 1928, doktoringenjör i Braunschweig 1929 och anställdes vid AEG i Berlin samma år. Han flydde undan nazismen till Sverige, var verksam vid Asea i Ludvika från 1938 och blev svensk medborgare 1945. 
Uhlmann ägnade sig åt högspänd likström under Uno Lamms ledning, medverkade i tillkomsten av Gotlandslänken och skrev teknisk-vetenskapliga artiklar i olika tidskrifter. Han tilldelades bland annat Kungliga Ingenjörsvetenskapsakademiens guldmedalj 1962 (för sina insatser inom strömriktartekniken) och blev teknologie hedersdoktor vid Kungliga Tekniska högskolan 1974.